# Angelica Soffia
Angelica Soffia (* 2. Juli 2000 in Abano Terme) ist eine italienische Fußballspielerin.

## Karriere

### Verein
Ihre Karriere begann Soffia im Jahr 2016 bei Hellas Verona und wechselte zur Saison 2018/19 von dort zu AS Roma. Seit der Spielzeit 2022/23 steht sie beim AC Mailand unter Vertrag.

### Nationalmannschaft
Mit der italienischen U17 nahm sie ab 2015 an der Qualifikation für die Europameisterschaft 2016 teil. Bei dem Turnier selbst landete sie mit ihrer Mannschaft in der Gruppenphase auf dem dritten Platz. Auch in der Qualifikation für die Europameisterschaft 2017 hatte sie noch ein paar Einsätze. Ab Oktober 2017 ging es für sie dann weiter in der U19 mit der Qualifikation für deren Europameisterschaft 2018. Bei dem Turnier selbst setze es für sie und ihre Mannschaft dann aber drei Niederlagen, was das Ausscheiden nach der Gruppenphase zur Folge hatte. Auch in der Qualifikation für die Europameisterschaft 2019 wurde sie noch bis April 2019 eingesetzt. Eine gelb-rote Karte bei einer 0:2-Niederlage gegen England beendete schließlich ihre Karriere in den U-Mannschaften.
Ihren ersten Einsatz für die A-Nationalmannschaft hatte sie am 10. April 2021 bei einem 1:0-Freundschaftsspielsieg über Island. Dort stand sie in der Startelf und wurde in der 86. Minute für Beatrice Merlo ausgewechselt. In den folgenden Monaten kam sie in der Qualifikation für die Weltmeisterschaft 2023 zum Einsatz. Nebst dem war sie auch beim Algarve-Cup 2022 dabei.